# Преспа (село)
Вижте пояснителната страница за други значения на Преспа.
Преспа (също Пряспа) е село в Североизточна България. То се намира в община Балчик, област Добрич.

## География
Село Преспа се намира в равнинен район. Разположено е на 3 километра на север от с. Сенокос на пътя Добрич –
Балчик, от които е на равни разстояния (по 18 километра от двата града).

## История
Оригиналното название на селото е Карлъбейкьой (от тюркското прилагателно „карлъ“ – снежно, „бей“ – господар и „кьой“ – село: в превод нещо като „Село на снежния господар“). За района е характерна типична за Добруджа описателна топонимия от тюркски произход. Налагането ѝ в случая идва от гагаузкото население в района (гагаузите са наследници на тюркски племена, най-вероятно на куманите, които по тази причина говорят език от групата, в която попада турския). 

## Население
Численост на населението според преброяванията през годините:
| \| Година на преброяване \| Численост \| \| --------------------- \| --------- \| \| 1934 \| 585 \| \| 1946 \| 610 \| \| 1956 \| 600 \| \| 1965 \| 623 \| \| 1975 \| 380 \| \| 1985 \| 288 \| \| 1992 \| 269 \| \| 2001 \| 254 \| \| 2011 \| 231 \| \| 2021 \| 173 \| |           |
| Година на преброяване | Численост |
| 1934 | 585       |
| 1946 | 610       |
| 1956 | 600       |
| 1965 | 623       |
| 1975 | 380       |
| 1985 | 288       |
| 1992 | 269       |
| 2001 | 254       |
| 2011 | 231       |
| 2021 | 173       |

### Етнически състав

#### Преброяване на населението през 2011 г.
Численост и дял на етническите групи според преброяването на населението през 2011 г.:
|                     | Численост | Дял (в %) |
| Общо                | 231       | 100.00    |
| Българи             | 91        | 39.39     |
| Турци               | 27        | 11.68     |
| Цигани              | 110       | 47.61     |
| Други               | 3         | 1.29      |
| Не се самоопределят | –         | –         |
| Неотговорили        | –         | –         |

## Религии
Доколкото гагаузкото население може да се представи като част от автоктонното население на района през времето, когато интензивно се заселва с български изселници от Котленско и други български области (XIX век), гагаузите са православни християни, някога под прякото ръководство на гръцката патриаршия в Цариград, откъдето вероятно са получили религиозната си принадлежност, а не на Българската православна църква. Затова църковният език на немалка част от населението е бил старогръцкият. Сега обаче от тази практика няма следи и жителите изповядват православието в лоното на Българската православна църква. Други религии в селото не са застъпени.

## Личности
- Желю Добрев (1940 – 2016), български политик от БКП, председател на асоциация НАПС към Министерство на земеделието и горите.